# Glorified Magnified
Glorified Magnified je druhé studiové album anglické rockové skupiny Manfred Mann's Earth Band, vydané v roce 1972. Jedná se tak o druhé album vydané v roce 1972.

## Seznam skladeb
1. "Meat" (Mann) – 4:03
2. "Look Around" (Slade) – 5:10
3. "One Way Glass" (Mann, Thomas) – 4:07
4. "I'm Gonna Have You All" (Mann) – 5:18
5. "Down Home" (Rogers) – 3:17
6. "Our Friend George" (Mann) – 3:02
7. "Ashes To The Wind" (Edmonds, Thompson) – 2:14
8. "Wind" (Mann, Rogers, Pattenden, Slade) – 1:58
9. "It's All Over Now, Baby Blue" (Bob Dylan) – 4:26
10. "Glorified Magnified" (Mann) – 4:40
11. "Meat" (single version) (Mann) – 3:17
12. "It's All Over Now, Baby Blue" (single version) – 3:11

Skladby 11-12 vyšly jen jako bonus na reedici v roce 1999, nikoli na originální verzi

## Sestava
- Manfred Mann – varhany, syntezátor, zpěv
- Mick Rogers – kytara, zpěv
- Colin Pattenden – baskytara
- Chris Slade – bicí